# بولیو-له-لوش
بولیو-له-لوش (به فرانسوی: Beaulieu-lès-Loches) یک کمون (فرانسه) در فرانسه است که در اندر-ا-لوآر واقع شده‌است.
بولیو-له-لوش ۳٫۸۸ کیلومتر مربع مساحت دارد ۷۲ متر بالاتر از سطح دریا واقع شده‌است.